# プンオパン

プンオパン（朝: 붕어빵）は大韓民国の菓子。日本のたい焼きに似た食べ物で、鮒焼き、鮒パン（ふなパン）とも呼ばれる。フナの形をするため、フナを意味するプンオ（朝: 鮒魚/붕어）と、小麦粉の生地を用いた焼きものを意味するパン(朝: 빵)という単語を組み合わせている。

## 概要
日本の一般的なたい焼きと比べると、鮒形をしたプンオパンは下記のような違いがある。
- 体形：たい焼きはぽってりしており、プンオパンは細めでヒレが大きい
- 胴体：たい焼きは頭と尾がやや上を向き、プンオパンは直線的
- 餡：たい焼きは全体に餡が入っているが、プンオパンは中心部のみ
- 置き方：たい焼きは和食の魚と同様に頭を左向きで腹を手前にするが、プンオパンは向きにこだわりがない

中身の餡は小豆餡が最も一般的だが、白餡やカスタードクリーム、チョコレートのほか、ピザ、カレー、キムチなども使われることがある。
また、小麦粉生地を焼いて餡を入れた同様のパン(朝: 빵)としては、菊花の形をしたクックァパン（朝: 국화）、バナナの形をしたパナナパン（朝: 바나나빵）などもある。
現代の韓国語では、プンオパン（붕어빵）は、「うりふたつ」「そっくりな人同士」を表す比喩として使われる。

## 歴史
1930年頃の日本統治時代の朝鮮にたい焼きが日本から伝わり、製造されるようになった。第二次世界大戦や朝鮮戦争の食糧難の時期も、安価なおやつとして屋台を中心に販売された。小麦粉を溶いた糊状の生地を焼くことからプルパン（朝: 糊빵/풀빵）とも呼ばれ、生地が薄く粗悪ながらも人気を博した。韓国の経済成長とともにほぼ消滅したが、1990年代に再び登場した。
21世紀に入ると、鯉（鯉魚/잉어、インオ）の形をしたインオパンも人気を得ている。インオパンはすみずみまで餡が入っており、油を塗ってカリっと焼き上げている。